# Puente móvil

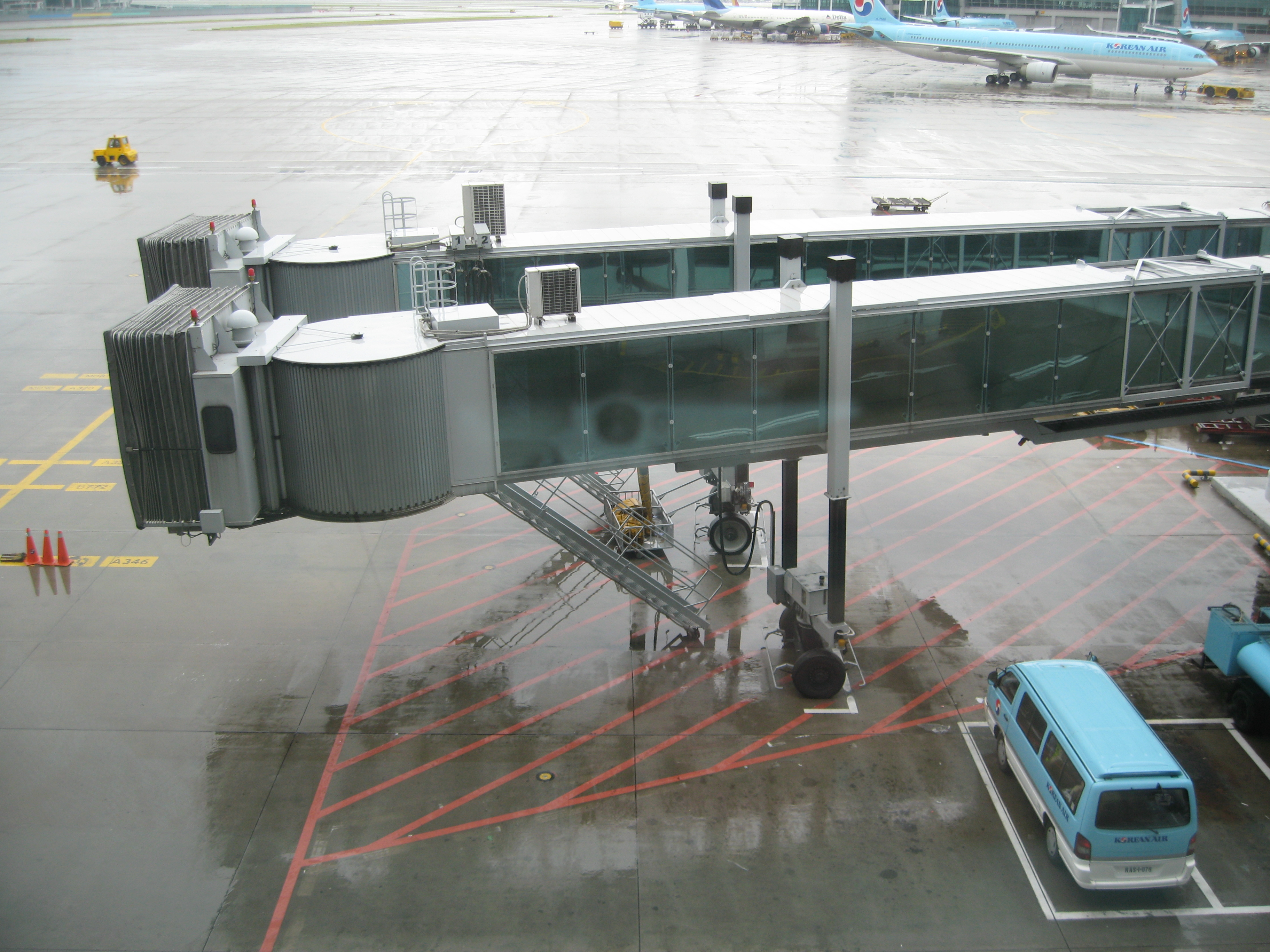
Jetway.

Un puente móvil es un puente que tiene la característica de moverse para permitir, normalmente, el paso de tráfico marítimo. El puente móvil puede construirse en una parte más baja, evitando así el alto costo de muelles y largos enfoques, reduciendo así el costo total del puente. La principal desventaja es que el tráfico en el puente debe detenerse cuando el puente comienza a moverse. Algunos pequeños puentes móviles pueden ser habilitados sin la necesidad de un motor. Algunos puentes son operados por los usuarios, especialmente aquellos con un barco, otros por un encargado del puente o a veces de forma remota, utilizando cámaras de vídeo y altavoces. En general, los puentes son impulsados por motores eléctricos, ya sea de funcionamiento con tornos, engranajes, pistones o hidráulicos.
Los puentes móviles en su totalidad pueden ser bastante largos, la longitud de la porción móvil está limitada por la ingeniería y las consideraciones de costo a escasos cientos de metros. El puente George Coleman, ubicado en los Estados Unidos, con una longitud total de 3750 metros, es el puente más largo con una sección móvil y el segundo más largo del mundo.
A menudo hay semáforos para el tráfico por carretera y por agua, siendo mayormente los obstáculos para el tráfico por carretera.
En los Estados Unidos, las normas que rigen el funcionamiento de los puentes móviles, como puede ser por ejemplo, las horas de operación y con cuánto tiempo de antelación debe avisarse el tráfico sobre agua, se enumeran en el título 33 del Código de Regulaciones Federales; las desviaciones temporales se publican en la Costa De la Guardia Local Aviso a los Navegantes —del inglés Coast Guard's Local Notice to Mariners—.

## Tipos de puentes móviles
Estos son los tipos de puentes móviles conocidos:
- puente levadizo: el tablero del puente tiene bisagras en un extremo que permiten levantarlo. Pueden ser:
- puente basculante: un puente levadizo con bisagras en las patillas con un contrapeso para facilitar el paso.
- puente plegable: un puente levadizo con múltiples secciones que se juntan horizontalmente.
- puente rodante: un puente levadizo con múltiples secciones que se juntan verticalmente en un rizo.
- puente de elevación vertical o de levante: el tablero del puente es levantado por encima de los cables contraponderados montados sobre torres.
- puente de mesa: un puente ascensor, con el mecanismo de un elevador montado por debajo del tablero del puente.
- puente retráctil: el tablero del puente se retrae a un lado.
- puente balanceador: un puente levadizo que se levanta por una gran rodadura de un engranaje a lo largo de un segmento horizontal.
- puente sumergible: el tablero del puente desciende y se sumerge bajo el agua.
- puente de inclinación: el tablero del puente, que es curvo, se levanta en un ángulo.
- puente giratorio o de oscilación: el tablero del puente gira alrededor de un punto fijo, por lo general en el centro, pero puede parecerse a una puerta en su operación.
- puente transbordador: una estructura muy por encima lleva una suspensión, como la estructura de un transbordador.
- Jetway: un puente para pasajeros de un avión. Un extremo es móvil con la altura, orientación y ajustes de inclinación en los laterales finales.

Leonardo da Vinci también construyó inusuales puentes móviles o portátiles. Su construcción se limitó a palos fuertes, ligados en una forma para que los ejércitos puedan utilizarlos fácilmente para cruzar ríos demasiado peligrosos.

## Índice visual de puentes móviles

Puente levadizo
Puente basculante
Puente plegable
Puente rodante
Puente retráctil, deslizante o de desplazamiento horizontal
Puente de mesa
Puente de elevación vertical o de levante
Puente sumergible
Puente balanceador
Puente de inclinación
Puente giratorio o de oscilación
Puente transbordador